# Norman Whitfield
Pour les articles homonymes, voir Whitfield.
Norman Jesse Whitfield (né le 12 mai 1940, mort le 16 septembre 2008) est un auteur-compositeur et producteur américain, surtout connu pour son travail pour Motown. Il fut un des créateurs du Motown sound.
Il a écrit et produit de nombreux tubes pendant vingt-cinq ans de carrière, en particulier I Heard It Through the Grapevine, Ain't Too Proud to Beg, Just My Imagination (Running Away with Me), (I Know) I'm Losing You, Cloud Nine, War et Papa Was a Rollin' Stone.
Il fait partie du Songwriters Hall of Fame depuis 2004.

## Productions et compositions
- 1963 : Pride & Joy - Marvin Gaye
- 1964 : Too Many Fish in the Sea - The Marvelettes
- 1964 : Needle in a Haystack - The Velvelettes
- 1964 : He Was Really Sayin' Somethin' - The Velvelettes
- 1964 : Girl (Why You Wanna Make Me Blue) - The Temptations
- 1966 : Ain't Too Proud to Beg - The Temptations
- 1966 : Beauty Is Only Skin Deep - The Temptations
- 1966 : (I Know) I'm Losing You - The Temptations
- 1967 : I Heard It Through the Grapevine - Gladys Knight & the Pips, Marvin Gaye, Creedence Clearwater Revival, The Undisputed Truth
- 1967 : You're My Everything - The Temptations
- 1967 : I Wish It Would Rain - The Temptations
- 1968 : I Could Never Love Another (After Loving You) - The Temptations
- 1968 : The End of Our Road - Gladys Knight & The Pips
- 1968 : Cloud Nine - The Temptations
- 1968 : Ain't No Sun Since You've Been Gone - Diana Ross & The Supremes
- 1969 : Friendship Train - Gladys Knight & the Pips, The Undisputed Truth
- 1969 : Runaway Child, Running Wild - The Temptations
- 1969 : Too Busy Thinking About My Baby - Marvin Gaye
- 1969 : I Can't Get Next to You - The Temptations
- 1969 : Don't Let The Joneses Get You Down - The Temptations
- 1970 : You Need Love Like I Do (Don't You) - Gladys Knight & The Pips
- 1970 : Psychedelic Shack - The Temptations
- 1970 : Hum Along and Dance - The Temptations, Rare Earth, The Jackson 5)
- 1970 : Ball of Confusion (That's What the World Is Today) - The Temptations, The Undisputed Truth
- 1970 : War - Edwin Starr
- 1971 : Smiling Faces Sometimes - The Temptations, The Undisputed Truth, Rare Earth
- 1971 : Just My Imagination (Running Away with Me) - The Temptations, The Undisputed Truth
- 1972 : Papa Was a Rollin' Stone - The Temptations, The Undisputed Truth
- 1973 : Masterpiece - The Temptations
- 1973 : Let Your Hair Down - The Temptations
- 1975 : The Bitch Is Black - Yvonne Fair
- 1976 : Car Wash - Rose Royce
- 1976 : I'm Going Down - Rose Royce
- 1976 : I Wanna Get Next to You - Rose Royce
- 1977 : Ooh Boy - Rose Royce
- 1977 : Wishing on a Star - Rose Royce
- 1978 : Love Don't Live Here Anymore - Rose Royce